# Устиново (Вологодская область)
Устиново — упразднённая деревня в Кирилловском районе Вологодской области.
Входила в состав Талицкого сельского поселения, с точки зрения административно-территориального деления — в Колкачский сельсовет.
Расстояние до районного центра Кириллова по автодороге — 58,4 км, до центра муниципального образования Талиц по прямой — 11 км. Ближайшие населённые пункты — Лысцево, Кукманино, Денисово.
По данным переписи в 2002 году постоянного населения не было.
27 февраля 2021 года упразднена.